# Berchères-sur-Vesgre
Berchères-sur-Vesgre és un municipi francès, situat al departament de l'Eure i Loir i a la regió de Centre – Vall del Loira. L'any 2007 tenia 828 habitants.

## Demografia

### Població
El 2007 la població de fet de Berchères-sur-Vesgre era de 828 persones. Hi havia 308 famílies, de les quals 64 eren unipersonals (36 homes vivint sols i 28 dones vivint soles), 120 parelles sense fills, 108 parelles amb fills i 16 famílies monoparentals amb fills.
La població ha evolucionat segons el següent gràfic:
Habitants censats

### Habitatges
El 2007 hi havia 393 habitatges, 316 eren l'habitatge principal de la família, 71 eren segones residències i 6 estaven desocupats. 372 eren cases i 20 eren apartaments. Dels 316 habitatges principals, 273 estaven ocupats pels seus propietaris, 34 estaven llogats i ocupats pels llogaters i 9 estaven cedits a títol gratuït; 3 tenien una cambra, 7 en tenien dues, 38 en tenien tres, 81 en tenien quatre i 187 en tenien cinc o més. 250 habitatges disposaven pel capbaix d'una plaça de pàrquing. A 127 habitatges hi havia un automòbil i a 179 n'hi havia dos o més.

### Piràmide de població
La piràmide de població per edats i sexe el 2009 era:
| Homes | Edats   | Dones |
| ----- | ------- | ----- |
| 0     | 95 o +  | 0     |
| 0     | 90 a 94 | 0     |
| 0     | 85 a 89 | 1     |
| 4     | 80 a 84 | 4     |
| 10    | 75 a 79 | 16    |
| 18    | 70 a 74 | 22    |
| 8     | 65 a 69 | 20    |
| 40    | 60 a 64 | 14    |
| 38    | 55 a 59 | 20    |
| 30    | 50 a 54 | 45    |
| 31    | 45 a 49 | 28    |
| 18    | 40 a 44 | 34    |
| 36    | 35 a 39 | 26    |
| 22    | 30 a 34 | 17    |
| 15    | 25 a 29 | 13    |
| 15    | 20 a 24 | 9     |
| 4     | 15 a 19 | 20    |
| 24    | 10 a 14 | 23    |
| 24    | 5 a 9   | 18    |
| 16    | 0 a 4   | 15    |

## Economia
El 2007 la població en edat de treballar era de 535 persones, 411 eren actives i 124 eren inactives. De les 411 persones actives 384 estaven ocupades (211 homes i 173 dones) i 27 estaven aturades (11 homes i 16 dones). De les 124 persones inactives 59 estaven jubilades, 33 estaven estudiant i 32 estaven classificades com a «altres inactius».

### Ingressos
El 2009 a Berchères-sur-Vesgre hi havia 308 unitats fiscals que integraven 831 persones, la mediana anual d'ingressos fiscals per persona era de 24.506 €.

### Activitats econòmiques
Dels 35 establiments que hi havia el 2007, 1 era d'una empresa alimentària, 2 d'empreses de fabricació d'altres productes industrials, 6 d'empreses de construcció, 6 d'empreses de comerç i reparació d'automòbils, 1 d'una empresa de transport, 1 d'una empresa d'hostatgeria i restauració, 1 d'una empresa d'informació i comunicació, 4 d'empreses immobiliàries, 8 d'empreses de serveis, 1 d'una entitat de l'administració pública i 4 d'empreses classificades com a «altres activitats de serveis».
Dels 9 establiments de servei als particulars que hi havia el 2009, 1 era una oficina de correu, 2 paletes, 1 fusteria, 2 lampisteries, 1 perruqueria, 1 veterinari i 1 restaurant.
Dels 3 establiments comercials que hi havia el 2009, 1 era una botiga de menys de 120 m², 1 una sabateria i 1 un drogueria.
L'any 2000 a Berchères-sur-Vesgre hi havia 8 explotacions agrícoles que ocupaven un total de 294 hectàrees.

## Equipaments sanitaris i escolars
El 2009 hi havia una escola elemental integrada dins d'un grup escolar amb les comunes properes formant una escola dispersa.

## Poblacions més properes
El següent diagrama mostra les poblacions més properes.